# Partido judicial de Tafalla
El partido judicial de Tafalla (partido judicial número 5 de la provincia de Navarra) es uno de los cinco partidos judiciales de la Comunidad Foral Navarra (España) cuya cabeza es la ciudad de Tafalla. Su término coincide con la merindad histórica de Olite.
Cuenta con  dos juzgados de primera instancia e instrucción,con una ratio que sitúa un juez por cada 23 837 habitantes. Las instalaciones judiciales acogen también la fiscalía, registro civil, forenses, etc. y están ubicadas en la avenida Severino Fernández, n.º 52 de la ciudad de Tafalla.

## Municipios que lo integran
Los municipios que integran el partido judicial son 27 y en 2013 sumaban un total 47 617 habitantes: Artajona, Barásoain, Beire, Berbinzana, Caparroso, Falces, Funes, Garínoain, Larraga, Leoz, Marcilla, Mendigorría, Milagro, Miranda de Arga, Murillo el Cuende, Murillo el Fruto, Olite, Olóriz, Orísoain, Peralta, Pitillas, Pueyo, San Martín de Unx, Santacara, Tafalla, Ujué y Unzué.